# ديوغو كابيتاو
ديوغو كابيتاو هو لاعب كرة قدم برتغالي في مركز الوسط، ولد في 6 مارس 2000 في لشبونة في البرتغال. لعب مع S.L. Benfica B ‏ لعب في نادي بنفيكا ونادي العروبة الإماراتي.

## وصلات خارجية
- ديوغو كابيتاو على موقع قاعدة بيانات كرة القدم.إي يو (الإنجليزية)